# Комбај (Тревизо)
Комбај је насеље у Италији у округу Тревизо, региону Венето.
Према процени из 2011. у насељу је живело 482 становника. Насеље се налази на надморској висини од 378 м.